# Chamaeclea pernana
Chamaeclea pernana là một loài bướm đêm trong họ Noctuidae.